# Мар'ївка (селище)
Мар'ївка — селище в Україні, у Марганецькій міській громаді Нікопольського району Дніпропетровської області. Населення становить 361 особа.

## Географічне розташування
Селище міського типу Мар'ївка розміщене на правому березі річки Дніпро, поруч протікає річка Ревун, вище за течією на відстані 3 км розташоване село Іллінка. На відстані 0,5 км розташоване місто Марганець. Навколо селища декілька озер. Через селище проходить автомобільна дорога Т 0435.

## Населення
Зірочками позначені дані переписів населення, без зірочок відомості Державного комітету статистики України.
| 2001* | 2006 | 2007 | 2008 | 2009 | 2010 | 2011 |
| ----- | ---- | ---- | ---- | ---- | ---- | ---- |
| 361   | 322  | 315  | 324  | 322  | 328  | 338  |

### Мова
Розподіл населення за рідною мовою за даними перепису 2001 року:
| Мова            | Кількість | Відсоток |
| --------------- | --------- | -------- |
| українська      | 311       | 86.15%   |
| російська       | 49        | 13.57%   |
| інші/не вказали | 1         | 0.28%    |
| Усього          | 361       | 100%     |

## Історія
- 1957 — присвоєно статус селище міського типу[3]. Сучасна територія селища об'єднує території колишніх деревень (сіл без церкви) Мар'ївка, Очеретьково, хуторів Мар'їнського та Шпоньки. Про це відомо з переліку землевласників Катеринославського повіту 1898 року та договору оренди суміжних земель Трубчанінова Дніпровським металургійним товариством на видобуток марганцевої руди 1906 року.
- Цікаво, що за списками виборчих дільниць на вибори до Верховної Ради СРСР (1937) та УРСР (1938) Очеретівська дільниця відносилася до Нікопольського виборчого округу, а Мар'ївська - до Томаківського. Тобто, досить тривалий час це були окремі населені пункти, хоч і розташовані поруч. Такий самий поділ спостерігаємо серед переліку колгоспів Нікопольської міськради та Томаківського р-ну. Вочевидь, саме через це походять різні назви селища, які трапляються і до сьогодні - Мар'ївка, Мар'їнка, Очеретівка.
- У період з кінця 1930-х до початку 1960-х діяла початкова школа номер 4.
- На півдні селища з весни 1953 до осені 1955 року тривали роботи з формування захисних дамб Каховського водосховища.
- До початку розробки Мар'ївського кар'єру наприкінці 1955 року, село Очеретьково межувало на півночі з ліквідованим виселком Червона Зоря.

## Об'єкти соціальної сфери
- Школа.
- Марганецький спортивно-технічний клуб ТСОУ.

## Визначні місця
- Мар'ївська верба[4]
- Музей сільськогосподарських старожитностей під відкритим небом[5]